# Adamstraße 9 (Nördlingen)

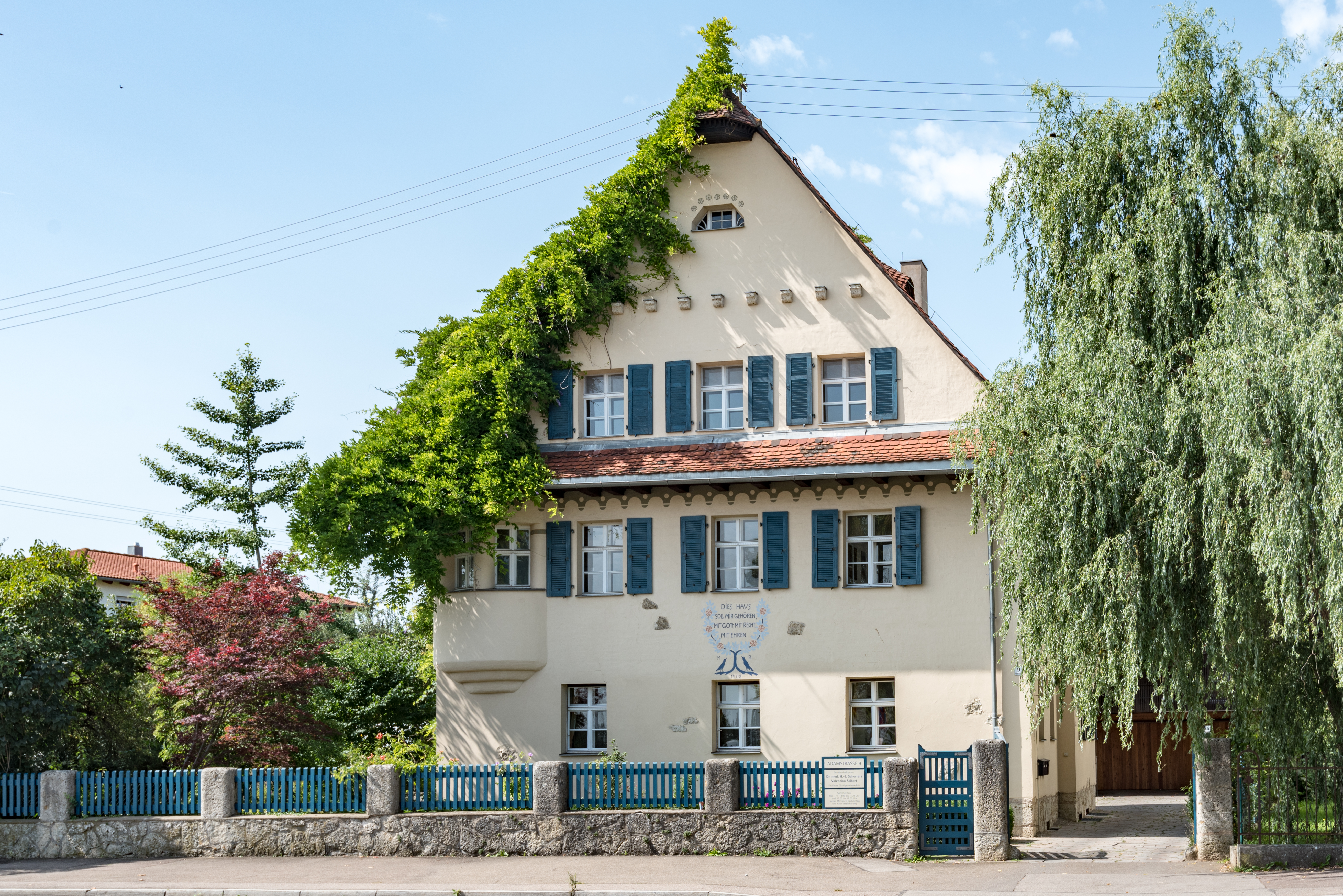
Wohnhaus Adamstraße 9 in Nördlingen

Das Gebäude Adamstraße 9 in Nördlingen, einer Stadt im schwäbischen Landkreis Donau-Ries in Bayern, wurde 1907 errichtet. Das Wohnhaus ist ein geschütztes Baudenkmal.
Das zweigeschossige, von dem Postbeamten Matthias Beck in Auftrag gegebene Mehrfamilienhaus wurde im Heimatstil nach Plänen von Carl Schurrer, der aus einer Nördlinger Baumeister- und Bauunternehmerfamilie stammte, errichtet. Der villenartige Giebelbau mit Runderker hat einen achteckigen Gartenpavillon mit Zeltdach.
Im Inneren sind die bauzeitlichen Ausstattungsteile wie z. B. Treppe und Türen erhalten.